# Prémesques
Prémesques ([pʁemɛk]) est une commune française relevant du département du Nord et de la région Hauts-de-France. Elle fait partie de la Métropole européenne de Lille. Culturellement, le village est situé en Flandre romane dans le pays des Weppes.

## Géographie

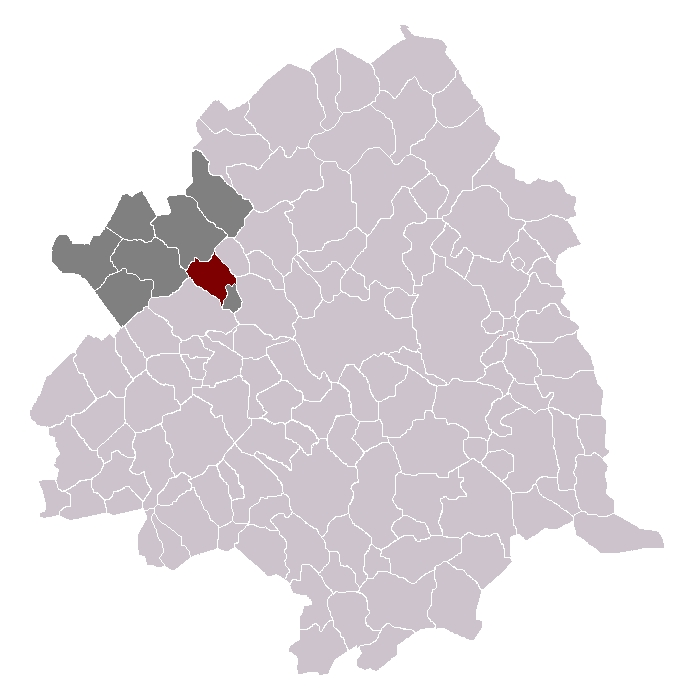
Prémesques dans son canton et son arrondissement

### Communes limitrophes
|                           | Houplines  | Pérenchies |
| La Chapelle-d'Armentières | Prémesques | Lille      |
| Ennetières-en-Weppes      |            | Capinghem  |

### Hydrographie

#### Réseau hydrographique
La commune est située dans le bassin Artois-Picardie. Elle est drainée par la Becque du Corbeau, la grande Becque, le Petit Porte Égal et divers autres petits cours d'eau,.

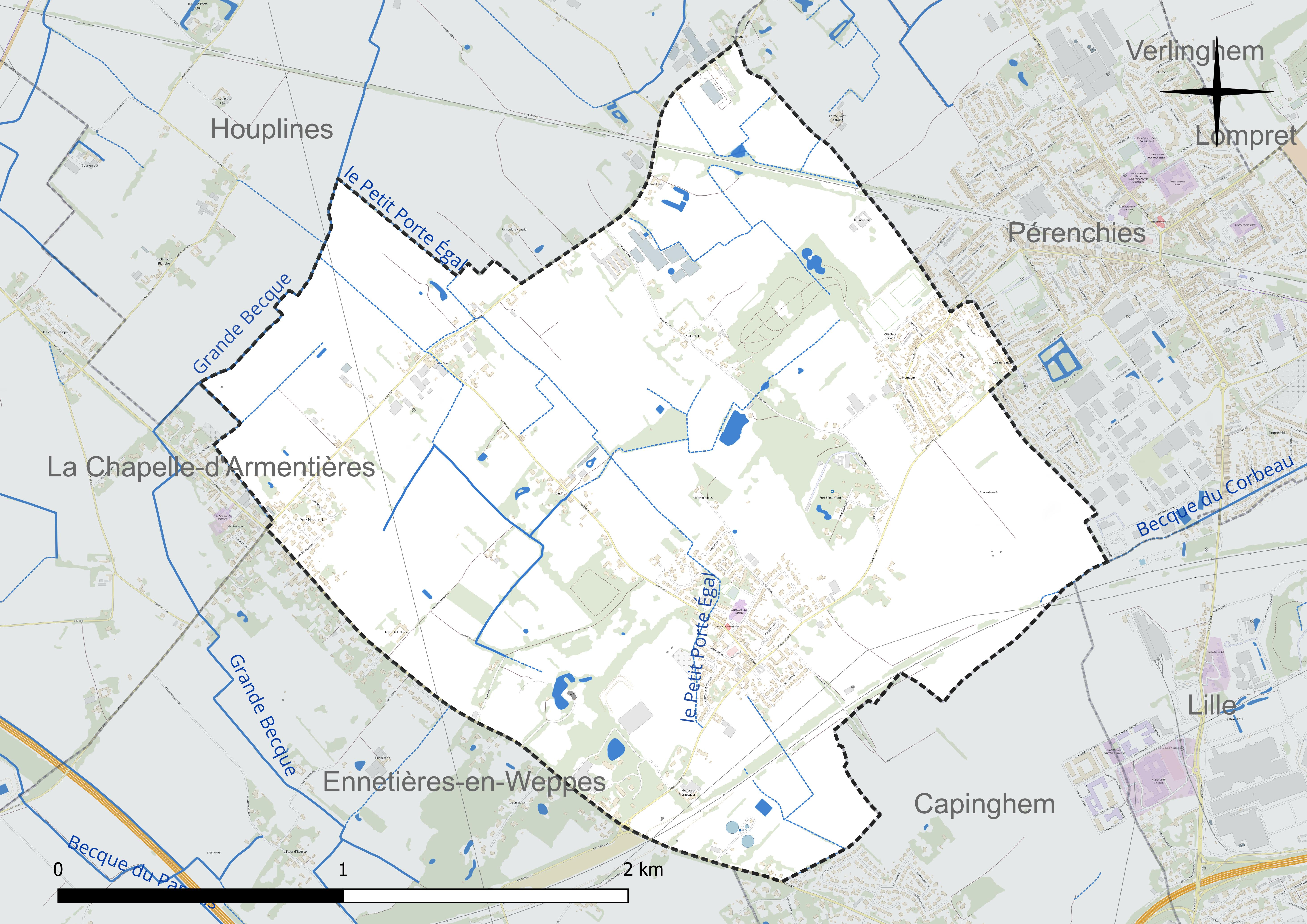
Réseau hydrographique de Prémesques.

#### Gestion et qualité des eaux
Le territoire communal est couvert par le schéma d'aménagement et de gestion des eaux (SAGE) « Lys ». Ce document de planification concerne un territoire de 1 835 km2 de superficie, délimité par le bassin versant de la Lys. Le périmètre a été arrêté le 29 mai 1995 et le SAGE proprement dit a été approuvé le 6 août 2010, puis révisé le 20 septembre 2019. La structure porteuse de l'élaboration et de la mise en œuvre est le syndicat mixte pour l'élaboration du SAGE de la Lys (SYMSAGEL). 
La qualité des cours d'eau peut être consultée sur un site dédié géré par les agences de l'eau et l'Agence française pour la biodiversité. 

### Climat
Pour des articles plus généraux, voir Climat des Hauts-de-France et Climat du Nord.
En 2010, le climat de la commune est de type climat océanique dégradé des plaines du Centre et du Nord, selon une étude du CNRS s'appuyant sur une série de données couvrant la période 1971-2000. En 2020, Météo-France publie une typologie des climats de la France métropolitaine dans laquelle la commune est exposée à un climat océanique et est dans la région climatique  Nord-est du bassin Parisien, caractérisée par un ensoleillement médiocre, une pluviométrie moyenne régulièrement répartie au cours de l'année et un hiver froid (3 °C). 
Pour la période 1971-2000, la température annuelle moyenne est de 10,5 °C, avec une amplitude thermique annuelle de 14,3 °C. Le cumul annuel moyen de précipitations est de 688 mm, avec 11,8 jours de précipitations en janvier et 9,3 jours en juillet. Pour la période 1991-2020, la température moyenne annuelle observée sur la station météorologique la plus proche, située sur la commune de Lesquin à 13 km à vol d'oiseau, est de 11,3 °C et le cumul annuel moyen de précipitations est de 740,0 mm,. Pour l'avenir, les paramètres climatiques de la commune estimés pour 2050 selon différents scénarios d'émission de gaz à effet de serre sont consultables sur un site dédié publié par Météo-France en novembre 2022.

## Urbanisme

### Typologie
Au 1er janvier 2024, Prémesques est catégorisée ceinture urbaine, selon la nouvelle grille communale de densité à sept niveaux définie par l'Insee en 2022.
Elle appartient à l'unité urbaine de Lille (partie française), une agglomération internationale regroupant 60  communes, dont elle est une commune de la banlieue,,. Par ailleurs la commune fait partie de l'aire d'attraction de Lille (partie française), dont elle est une commune de la couronne,. Cette aire, qui regroupe 201 communes, est catégorisée dans les aires de 700 000 habitants ou plus (hors Paris),.

### Occupation des sols
L'occupation des sols de la commune, telle qu'elle ressort de la base de données européenne d'occupation biophysique des sols Corine Land Cover (CLC), est marquée par l'importance des territoires agricoles (80,5 % en 2018), une proportion sensiblement équivalente à celle de 1990 (80,6 %). La répartition détaillée en 2018 est la suivante : 
terres arables (54,6 %), zones urbanisées (14,3 %), zones agricoles hétérogènes (13,8 %), prairies (12,1 %), forêts (5,1 %), zones industrielles ou commerciales et réseaux de communication (0,1 %). L'évolution de l'occupation des sols de la commune et de ses infrastructures peut être observée sur les différentes représentations cartographiques du territoire : la carte de Cassini (XVIIIe siècle), la carte d'état-major (1820-1866) et les cartes ou photos aériennes de l'IGN pour la période actuelle (1950 à aujourd'hui).

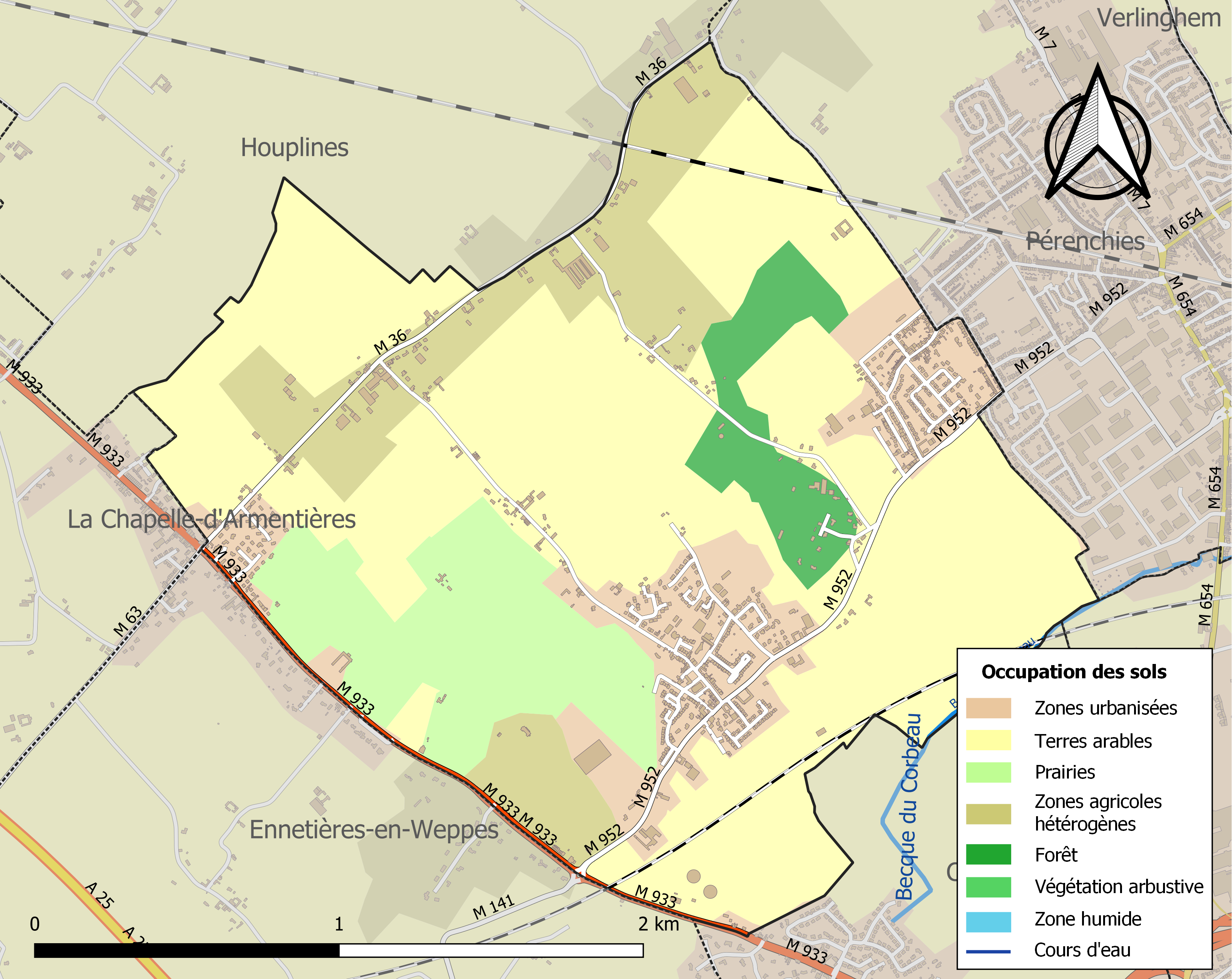
Carte des infrastructures et de l'occupation des sols de la commune en 2018 (CLC).

### Voies de communication et transports
La commune est desservie, en 2023, par la Liane 99, les lignes 80, 924 et la ligne de transport à la demande 22R du réseau Ilévia.

## Toponymie
Le nom de la localité est attesté sous les formes Primeca, bulle de Célestin II, pour St-Pierre de Lille, 1143, Miraeus, IV, 16. Primeka, dipl. du comte de Flandre, Thierri d'Alsace, pour l'abbaye de Loos, Miraeus, I, 699.
Il s'agit d'une formation toponymique gallo-romaine, basée sur le nom de personne Primius, suivi du suffixe de propriété -acum, d'origine gauloise.
Permeke en flamand.

## Histoire
Les premières mentions de Prémesques datent de 1132. Prémesques s'écrivait alors Prémeca. Un titre de saint-Pierre de Lille en 1143 le nomme Primeca. Un autre de saint Aubert en 1159 le transforme en Premeske. Pour devenir Premecq et enfin Prémesques. Le village appartenait aux comtes de Flandre.
Il faisait autrefois partie de la Flandre wallonne et du diocèse de Tournai. Prémesques a été à plusieurs reprises troublé par la guerre de Cent Ans. Il fut encore éprouvé lors des guerres que fit Louis XIV, le puissant roi de France. Le passage de son armée victorieuse fut marqué par le pillage et les incendies. Suivit un hiver hors norme qui désola la Flandre, et provoqua la famine dans le village et ses environs.
On retrouve des traces de notre village à travers ses seigneurs, ses châteaux et son église. 
Ses seigneurs : plusieurs familles se sont succédé.
En 1373, Guillaume Lamont, écuyer, marié à Alix est sire de Prémesque.
Les de Prémesques ; en 1436, Pierre de Prémesques, habitant d'Ennetières, vend à Guillaume de Prémesques, la seigneurie; vers 1447, Jacqueline, fille de Guillaume, épouse Étienne de Nouvelles.
Les de Nouvelles : en 1560, Charlotte de Nouvelles, arrière-petite-fille d'Étienne épouse Georges de Montigny.
Les de Montigny : en 1588, Anne de Montigny, fille des précédents, prend pour mari Paul de Carondelet.
Les de Carondelet : Jeanne de Carondelet, fille des précédents, décède en 1678,sans descendance, les deux fils de son 1er mariage avec Philippe-Ignace du Chastel étant décédés jeunes. N'ayant pas eu d'enfants de son 2ème mariage avec Jacques de Landas, elle lègue ses biens à son frère Antoine. Criblé de dettes, celui-ci hypothèque les terres de Prémesques et finalement c'est la famille d'Hespel qui les rachète.. 
Les d'Hespel : à la mort de Marguerite Poulle en 1691, épouse de François d'Hespel, leur fils Anselme hérite de la seigneurie de Prémesques.  À partir de cette date, on trouve des traces des d'Hespel de Flencques dans le village. 
Prémesques comptant plusieurs seigneuries, on retrouve également les de Maulde, les du Hot , seigneurs de la Caullerie,...
Norbert du Hot, écuyer, est seigneur de la Caullerie sur Prémesques et de Flequières. Il est le fils d'Antoine du Hot, seigneur de Flequières, marchand, bourgeois de Lille, anobli par lettres de Madrid en date du 28 mai 1641, rewart (chargé de la police) de Lille, ministre général des pauvres, surintendant des notables et de Marguerite Vanderbecken. Norbert devient bourgeois de Lille sur requête le 16 avril 1652, et meurt avant 1679. Il épouse Hélène de Belvalet, fille de Jacques, marquis d'Humerœuille et d'Anne Bayart. Hélène de Belvalet meurt le 23 janvier 1705, est enterrée dans le chœur de l'église de Pérenchiesavec ses deux filles Anne Marie du Hot décédée le 27 juin 1702 et Marie Marguerite Paule du Hot décédée le 2 mai 1687 .
Antoine-François du Hot (vers 1655-1699), fils de Norbert , écuyer, seigneur de la Caullerie, du Hamel, de Saint-Fleury, nait à Saint-Pol (Saint-Pol-sur-Ternoise?) vers 1655. Bourgeois de Lille par relief (par succession) le 1er février 1678 bien qu'il n'habite plus la ville, il devient bourgeois d'Arras le 27 février 1677, passe échevin d'Arras et meurt dans la ville le 27 mai 1699. Il est inhumé le lendemain , d'après son acte de sépulture , dans l'église de Prémesques , dans la chapelle de la Vierge. Il épouse à Arras le 2 mars 1677, Brigitte Descouleurs, fille d'Ogier, seigneur du Bouleau et de Marie-Marguerite Crignon.
Jacques-Onuphre-Éloi du Hot, fils d'Antoine-François, écuyer, seigneur de la Caullerie, bourgeois d'Arras le 11 juin 1714, meurt avant 1747. Il épouse Marie-Élisabeth d'Auvray d'une famille d'Arras. Il habitait Prémesques en 1727.  Les dernières traces de la famille du Hot remontent à 1780 , Louis Norbert relève le fief de la Caulerie le 10 novembre 1780 , fief qu'il tient du décès de son père Pierre Onuphre , fils de Jacques Onuphre Eloi
Ses châteaux :
Une carte de 1839 montre qu'il y avait 3 châteaux à Prémesques  : le château de la bleue, détruit en 1849, appartenait à la famille de Maulde;  le château dit de la Montagne, détruit en 1870, appartenait à l'époque à la famille de Fontaine et enfin le château de la famille d'Hespel de Flencques à l'emplacement actuel. Complètement démoli lors de la guerre 14/18 , il a été reconstruit mais n'est plus habité par la famille d'Hespel , Légué par le dernier comte d'Hespel de Flencques à ses nièces en demandant à ce qu'il reste dans la famille , il est loué par le domaine de la Chanterelle et sa magnifique salle de réception sert à l'organisation d'événements professionnels ou de mariage
Son église : 
Au début du XVIIe siècle, d'après la description de l'image de Croÿ, l'église de « PREMECQ » était de pierre couverte d'ardoises , chœur à deux vaisseaux , chevet plat et nef, le tout surmonté d'une tour carrée ….. Arrive la Révolution française,  l'église est vendue. Même si parfois les acquéreurs étaient des gens honorables et n'avaient d'autres buts que celui de préserver les lieux de culte et de les restituer après la tourmente, la plupart d'entre eux achetaient les édifices afin de récupérer le maximum de matériaux . Cela a du être le cas pour l'église : un certain Fleckner de Lille l'achète et on retrouve la trace de l'acquisition de la porte de la sacristie par Pierre Antoine Lecat .
Très vite, une nouvelle église est reconstruite. Dans un premier temps, elle n'a pas de clocher, la cloche se trouve dans un abri juste à côté. 
Vers 1809,  un projet de construction de tour destiné à protéger la cloche se profile .
Mais c'est seulement en 1835 que le roi Louis Philippe autorise la construction d'un clocher. Par la suite, cette église devient trop petite et un nouvel édifice est construit, mais à peine terminé en 1857, un incendie le ravage. L'article du journal de l'époque relatant l'incendie la cite comme étant l'une des plus jolies de la région de Lille. Très vite, l'abbé Gerin, curé de l'époque, lance une souscription auprès des paroissiens. Plus de 56 familles participeront et avec l'aide d'un subside de l'État, une nouvelle église est reconstruite. Elle sera complètement démolie pendant la Première guerre mondiale mais dès 1923 une église provisoire est construite. On bénit une nouvelle cloche et l'église actuelle est mise en chantier, elle est inaugurée le 5 août 1928.
Au tournant des XIXe et XXe siècles, les frères d'Hespel (Famille D'Hespel), Henri natif de Gand et Pierre, natif de Prémesques, fondent la marque automobile DPSL (pour D'heSPeL), l'usine étant à Premesques (Nord), avec des ateliers à Pérenchies. En 1911, une voiture DPSL concourt à Ostende.
La guerre de 1914-1918 détruisit pratiquement la commune après une bataille du 18 au 20 octobre 1914. Prémesques connut, en plus des destructions et des horreurs de la guerre, l'occupation et les difficultés de ravitaillement. Pour toutes ces raisons, Prémesques a reçu la Croix de guerre.

## Politique et administration

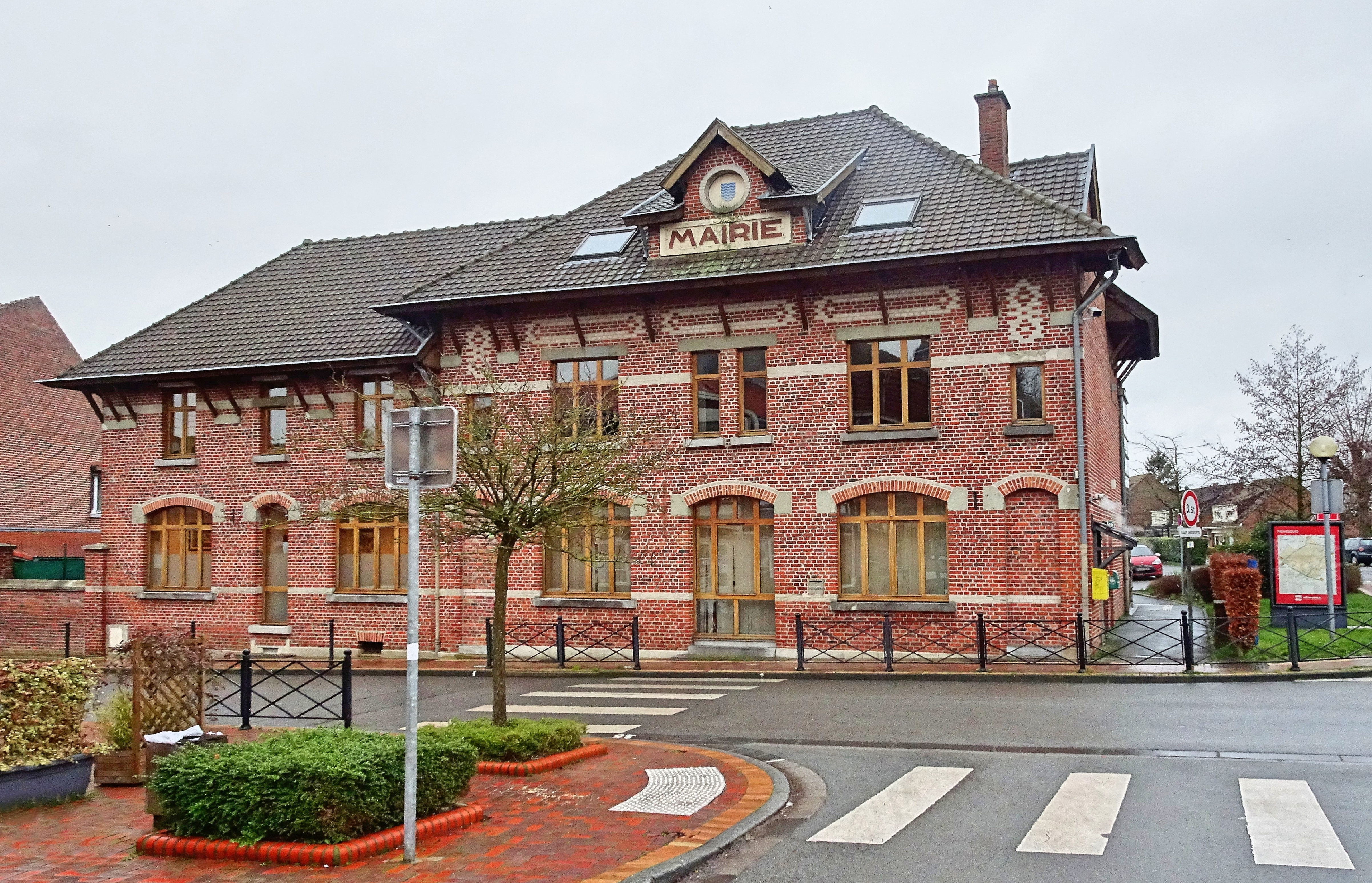
la mairie de Prémesques

### Liste des maires
De juin 1793 à juillet 1805, les actes d'état civil sont signés par les officiers publics et l'on trouve des traces de : Louis Joseph Vanderbech - Séraphin Joseph Lambin et Pierre Antoine Lecat - Joseph Marie Pringuet - Antoine Joseph Lernoud puis à partir du 13 juillet 1805 Nicolas Joseph Butin.
| Période                                  | Période                            | Identité                                                  | Étiquette    | Qualité |
| ---------------------------------------- | ---------------------------------- | --------------------------------------------------------- | ------------ | --- |
| 1805                                     | 7 novembre 1807 date de son décès  | Nicolas Joseph Butin                                      |              | cultivateur |
| 1807                                     | 1808                               | Louis Joseph Cuingnet                                     |              | cultivateur - maire de Prémesques par intérim à la suite du décès de Nicolas Butin |
| 1808                                     | 1826                               | Pierre Aimé Roussel                                       |              | cultivateur |
| 1826                                     | 1831                               | Jean Baptiste Olivier                                     |              | |
| 1831                                     | 1846                               | Pierre Joseph Butin                                       |              | cultivateur |
| 1846                                     | 1858                               | Romain Louis Joseph Roussel                               |              | cultivateur |
| 1858                                     | 18 novembre 1867 date de son décès | André Joseph Lemesre                                      |              | meunier et cultivateur |
| 28 octobre 1867                          | 27 novembre 1867                   | Auguste César Lecat                                       |              | cultivateur - il assure l'intérim à la suite du décès de André Lemesre |
| 1867                                     | 1875                               | Louis Augustin Butin                                      |              | cultivateur |
| 1875                                     | 1878                               | Jean Louis Desplanques                                    |              | |
| 1878                                     | 1884                               | Félix Séraphin Joseph comte d'Hespel de Flencques         |              | |
| 1884                                     | 12 février 1906 date de son décès  | Louis Lemesre                                             |              | cultivateur |
| 12 février 1906                          | 29 mars 1906                       | Jules Allot                                               |              | assure l'intérim à la suite du décès de Louis Lesmesre |
| avril 1906                               | décembre 1913                      | Félix Charles Séraphin Joseph comte d'Hespel de Flencques |              | maire de Prémesques du 3 avril 1906 au 30 décembre 1913 , et au delà d'après une lettre qui lui est adressée par son régisseur , pas d'acte pendant la période 1914/1918 du fait de l'occupation Allemande |
| 12 août 1919                             | 1925                               | Alphonse Charlet                                          |              | |
| 1925                                     | 1935                               | Jean Baptiste Descatoire                                  |              | cultivateur |
| 1935                                     | 1944                               | Maurice Lemesre                                           |              | |
| 1944                                     | 1945                               | Emile Lecerf                                              |              | président par délégation municipale fait office de maire du 9 septembre 1944 au 10 mai 1945 |
| 1945                                     | 1947                               | Clément Berthe                                            |              | instituteur |
| 1947                                     | 1965                               | René Deconinck                                            |              | |
| 1965                                     | 1978                               | Jacques Latour                                            |              | Maire honoraire |
| 1978                                     | 1992                               | Henri Turpin                                              |              | |
| 1992                                     | juin 1995                          | Raymond Capelier                                          |              | Maire par intérim à la suite du décès d'Henri Turpin |
| juin 1995                                | mars 2014                          | Joël Turpin                                               | DVD          | |
| mars 2014                                | En cours (au 18 mai 2020 (réélu))  | Yvan Hutchinson                                           | LR puis Agir | Entrepreneur, président du SEM Énergies des Hauts-de-France Conseiller régional des Hauts-de-France (depuis 2015)                                                                                          |
| Les données manquantes sont à compléter. |                                    |                                                           |              | |

### Instances judiciaires et administratives
La commune relève du tribunal d'instance de Lille, du tribunal de grande instance de Lille, de la cour d'appel de Douai, du tribunal pour enfants de Lille, du tribunal de commerce de Tourcoing, du tribunal administratif de Lille et de la cour administrative d'appel de Douai.

## Population et société

### Démographie

#### Évolution démographique
L'évolution du nombre d'habitants est connue à travers les recensements de la population effectués dans la commune depuis 1793. Pour les communes de moins de 10 000 habitants, une enquête de recensement portant sur toute la population est réalisée tous les cinq ans, les populations de référence des années intermédiaires étant quant à elles estimées par interpolation ou extrapolation. Pour la commune, le premier recensement exhaustif entrant dans le cadre du nouveau dispositif a été réalisé en 2006.

En 2022, la commune comptait 2 029 habitants, en évolution de −5,1 % par rapport à 2016 (Nord : +0,51 %, France hors Mayotte : +2,11 %).
| 1793 | 1800 | 1806 | 1821 | 1831 | 1836  | 1841  | 1846  | 1851  |
| ---- | ---- | ---- | ---- | ---- | ----- | ----- | ----- | ----- |
| 961  | 792  | 962  | 917  | 949  | 1 047 | 1 026 | 1 095 | 1 008 |

| 1856  | 1861  | 1866  | 1872  | 1876  | 1881  | 1886  | 1891  | 1896  |
| ----- | ----- | ----- | ----- | ----- | ----- | ----- | ----- | ----- |
| 1 015 | 1 073 | 1 176 | 1 115 | 1 149 | 1 168 | 1 252 | 1 267 | 1 343 |

| 1901  | 1906  | 1911  | 1921 | 1926  | 1931  | 1936  | 1946  | 1954  |
| ----- | ----- | ----- | ---- | ----- | ----- | ----- | ----- | ----- |
| 1 266 | 1 276 | 1 196 | 764  | 1 410 | 1 412 | 1 411 | 1 472 | 1 476 |

| 1962  | 1968  | 1975  | 1982  | 1990  | 1999  | 2006  | 2011  | 2016  |
| ----- | ----- | ----- | ----- | ----- | ----- | ----- | ----- | ----- |
| 1 268 | 1 141 | 1 089 | 1 416 | 1 922 | 1 925 | 2 135 | 2 193 | 2 138 |

| 2021  | 2022  | - | - | - | - | - | - | - |
| ----- | ----- | - | - | - | - | - | - | - |
| 2 060 | 2 029 | - | - | - | - | - | - | - |

#### Pyramide des âges
La population de la commune est relativement jeune.
En 2018, le taux de personnes d'un âge inférieur à 30 ans s'élève à 35,2 %, soit en dessous de la moyenne départementale (39,5 %). À l'inverse, le taux de personnes d'âge supérieur à 60 ans est de 20,7 % la même année, alors qu'il est de 22,5 % au niveau départemental.
En 2018, la commune comptait 1 058 hommes pour 1 061 femmes, soit un taux de 50,07 % de femmes, légèrement inférieur au taux départemental (51,77 %).
Les pyramides des âges de la commune et du département s'établissent comme suit.
| Hommes | Classe d’âge | Femmes |
| ------ | ------------ | ------ |
| 0,4    | 90 ou +      | 0,7    |
| 4,0    | 75-89 ans    | 6,2    |
| 14,7   | 60-74 ans    | 15,5   |
| 23,7   | 45-59 ans    | 24,4   |
| 19,5   | 30-44 ans    | 20,5   |
| 15,7   | 15-29 ans    | 13,7   |
| 22,0   | 0-14 ans     | 18,9   |

| Hommes | Classe d’âge | Femmes |
| ------ | ------------ | ------ |
| 0,5    | 90 ou +      | 1,4    |
| 5,3    | 75-89 ans    | 8,1    |
| 14,8   | 60-74 ans    | 16,2   |
| 19,1   | 45-59 ans    | 18,4   |
| 19,5   | 30-44 ans    | 18,7   |
| 20,7   | 15-29 ans    | 19,1   |
| 20,2   | 0-14 ans     | 18     |

### Cultes
Le territoire de Prémesques est intégré à la paroisse catholique Notre-Dame-des-Sources dont font également partie les communes de Verlinghem, Pérenchies et Lompret. Après l'abbé Christophe Wambre et son successeur Dominique Lemahieu, intervient Jacque Akomon le curé. La paroisse se trouve sur le Doyenné de la Lys et de la Deûle, lui-même faisant partie du Diocèse de Lille.
L'église Saint-Laurent a vu sa construction achevée en 1928. En effet, la précédente, datant de 1864 , fut fortement endommagée pendant la Première Guerre mondiale. Il y avait aussi, à Prémesques, d'autres lieux de dévotion tels que la chapelle Notre-Dame-des-Victoires et la chapelle Fatima (démolie lors de la construction d'un lotissement) et aussi la chapelle Sainte-Thérèse. La chapelle Sainte Thérèse est devenue maintenant une habitation .

## Culture locale et patrimoine

### Lieux et monuments

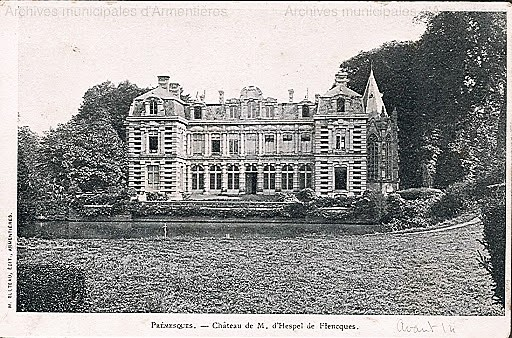
Château de Prémesques

- Vestiges du fort de Sénarmont. Construit à la suite de la guerre franco-allemande de 1870, ce fort est le vestige d'une couronne d'ouvrages militaires devant assurer la protection de Lille. Les travaux débutent en 1879 et le fort porte le nom d'Alexandre-Antoine Hureau de Sénarmont. 212 soldats occupent le fort jusqu'en 1914[33]
- L'ancien château de M.Hespel de Flencques encore appelé le château de Prémesques. À la suite de la destruction du premier château, au XVIIe siècle, plusieurs édifices se succèdent aux XVIIIe et XIXe siècles. Celui du XIXe siècle est entièrement détruit par la Première Guerre mondiale. Le château actuel est toujours entouré des douves anciennes. À côté du château se trouvent les vestiges de la chapelle du XVIe siècle, une partie de l'oratoire[33].
- L'église Saint-Laurent remonte au XIXe siècle. Sa construction a été l'objet de nombreuses querelles au sein du village. Son clocher est construit en 1849, mais est estimé insuffisant pour les habitants. L'édifice est complété, mais un incendie le détruit en 1857. Terminée en 1864, l'église ne résiste pas à la Première Guerre mondiale. Lors de la reconstruction, l'église change d'orientation et de style[33].
- La cure de Prémesques appartenait à l'église Saint-Pierre de Lille.

### Personnalités liées à la commune
La commune possède son géant, le célèbre Tartagrosbord dont l'origine vient d'une spécialité locale, la tarte aux prunes.

### Héraldique
|  | Les armes de Prémesques se blasonnent ainsi : « Burelé, vivré d'argent et d'azur de douze pièces. » |

ou : Vivre en fasce, de 12 pièces d'argent et d'azur.